# Política unidireccional
La política de un solo tema o política unidireccional implica una campaña política o apoyo político basado en un área o idea política esencial. 

## Expresión política
Una debilidad de este enfoque es que los partidos políticos efectivos suelen ser coaliciones de facciones o grupos de intereses. Reunir fuerzas políticas basadas en un único denominador común intelectual o cultural puede ser poco realista; Aunque puede haber una considerable opinión pública de un lado de un argumento, no necesariamente se deduce que la movilización bajo esa única bandera traerá resultados. Una cuestión definitoria puede llegar a dominar una campaña electoral particular, lo suficiente como para cambiar el resultado. La imposición de tal problema bien puede ser lo que concierne a la política de un solo tema; pero en su mayor parte el éxito es bastante limitado, y los electorados eligen gobiernos por razones con una base más amplia. 
La política de un solo tema puede expresarse a través de la formación de un partido de un solo tema, un enfoque que tiende a tener más éxito en los sistemas parlamentarios basados en la representación proporcional que en los sistemas rígidos de dos partidos (como el de los Estados Unidos). Alternativamente, puede proceder a través de grupos de intereses de política de diversos tipos, incluidos grupos de presión, lobbys y otras formas de expresión política externas al gobierno representativo normal. Dentro de un partido de base amplia puede ser la preocupación de un solo tema caucus. 
Muy visible como lo fue en las democracias occidentales en la segunda mitad del siglo XX, la política de un solo tema no es un fenómeno nuevo. En la década de 1880, el tercer gobierno de William Ewart Gladstone hizo de la política británica en términos prácticos un solo tema, en torno al Proyecto de Ley de Autonomía, lo que condujo a una división del Partido Liberal.

## Grupos y votantes
La política de un solo tema es una forma de prueba de fuego; Ejemplos comunes son el aborto, los impuestos, los derechos de los animales, el medio ambiente y las armas. La Asociación Nacional del Rifle en los Estados Unidos, que tiene un solo interés específico, es un ejemplo de un grupo de un solo tema. Lo que diferencia a los grupos de un solo tema de otros grupos de interés es su intenso estilo de cabildeo. 
El término votante de un solo tema se ha utilizado para describir a las personas que pueden tomar decisiones de votación basadas en la postura de los candidatos sobre un solo tema (por ejemplo, "pro vida" o "pro elección", apoyo a los derechos de armas o control de armas). La existencia de votantes de un solo tema puede dar una impresión distorsionada: las opiniones generales de un candidato pueden no disfrutar del mismo apoyo. Por ejemplo, una persona que vota por un candidato republicano socialmente liberal, basado únicamente en su apoyo al aborto, puede no necesariamente compartir los otros puntos de vista del candidato sobre cuestiones sociales, como los derechos de armas o los valores familiares. 

## Partidos unidireccionales
Un partido unidireccional es un partido político que hace campaña en un solo tema en concreto.[cita requerida]
En general, se cree que los partidos de un solo tema se ven favorecidos por los sistemas de votación voluntaria, ya que tienden a atraer seguidores muy comprometidos que siempre votarán. A través de sistemas como ls votación de segunda vuelta instantánea y ls representación proporcional, pueden tener una influencia sustancial en los resultados de las elecciones. Los sistemas de votación de primer orden tienden a anular su influencia,[cita requerida]   pero las partes locales de un solo tema, como Independent Kidderminster Hospital y Health Concern, que intentaron reabrir la unidad de Accidentes y Emergencias en Kidderminster Hospital, pueden ver más éxito bajo este sistema de votación. Este partido ganó el asiento de Wyre Forest, donde se encuentra el hospital, en dos elecciones generales consecutivas (en 2001 y 2005) en el Reino Unido. 
En los sistemas electorales de escorrentía instantánea que permiten a los partidos que no tienen éxito designar dónde se redistribuyen sus votos, se pueden formar partidos de un solo tema como una forma de canalizar más votos a otro candidato con políticas bastante diferentes. Por ejemplo, en las elecciones estatales de Nueva Gales del Sur de 1999, el candidato Malcolm Jones recibió solo el 0.2% de la votación primaria, pero logró la cuota del 4.5% requerida para ganar un escaño en el Consejo Legislativo después de recibir las preferencias de una amplia gama de partidos menores (incluyendo tanto el 'Partido de los propietarios de armas y los derechos de los cazadores deportivos' como el 'Partido de Liberación Animal'); MLC Lee Rhiannon acusó a muchos de estos partidos de ser nada más que frentes.
Un tipo similar de partido político ha sido numeroso en los Países Bajos, donde se les llama partidos testimoniales. Los partidos testimoniales a menudo se concentran en torno a un conjunto específico de principios o políticas que buscan promover sin los compromisos que dependen de la política de coalición ordinaria. Ejemplos de algunos partidos testimoniales exitosos son el Partido por los Animales, el Partido Político Reformado o el antiguo Partido Socialista Pacifista.[cita requerida]
En Australia, se eligieron varios partidos de un solo tema para los parlamentos federales y estatales, como el Partido de Justicia Animal, Dignidad por Invalidez, el Partido Australiano de Entusiastas del Automovilismo y el Partido Sexual Australiano.[cita requerida]
Los partidos políticos del cannabis y los partidos piratas que existen en varios países se basan explícitamente en los problemas únicos de la legalización del annabis y la liberalización de los derechos de autor, respectivamente. Sin embargo, estas partes a menudo evolucionan para adoptar una plataforma completa.[cita requerida]